# Norrsjön (Backaryds socken, Blekinge)
Norrsjön är en sjö i Ronneby kommun i Blekinge och ingår i Ronnebyåns huvudavrinningsområde. Sjön är 5,8 meter djup, har en yta på 0,046 kvadratkilometer och befinner sig 120 meter över havet.